# Clervaux (kommun)

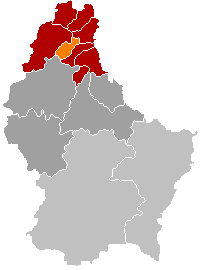
Kommunens tidigare utsträckning, före sammanslagningen.

Kommunen Clervaux (franska: Commune de Clervaux, luxemburgiska: Gemeng Klierf, tyska: Gemeinde Clerf) är en kommun i kantonen Clervaux i norra Luxemburg. Kommunen har 5 772 invånare (2022), på en yta av 85,05 km². Den utgörs av huvudorten Clervaux samt orterna Drauffelt, Eselborn, Fischbach, Heinerscheid, Hupperdange, Lieler, Marnach, Munshausen, Reuler, Urspelt och Weicherdange.
Den 5 december 2011 slogs de dåvarande kommunerna Clervaux, Heinerscheid och Munshausen ihop för att bilda den nya kommunen Clervaux. Den dåvarande kommunen Clervaux hade 2 031 invånare (2011).
Den innehåller även klostret Saint-Maurice-et-Saint-Maur även kallat abbaye de Clervaux.